# Torneo de Valencia 2014
El Valencia Open 500 2014 es un torneo de tenis que se juega en canchas duras bajo techo. Es la 20.ª edición del evento conocido este año como el Valencia Open 500, y es parte de la ATP World Tour 500 serie del 2014. Se llevará entre el 20 de octubre al 26 de octubre de 2014.

## Distribución de puntos
| Etapa                     | Individuales | Doble |
| ------------------------- | ------------ | ----- |
| Campeón                   | 500          | 500   |
| Finalista                 | 300          | 300   |
| Semifinal                 | 180          | 180   |
| Cuartos de final          | 90           | 90    |
| 2ª ronda                  | 45           | 0     |
| 1ª ronda                  | 0            | –     |
| Clasificados              | 20           | –     |
| 2ª ronda de clasificación | 10           | –     |
| 1ª ronda de clasificación | 0            | –     |

## Cabezas de serie
| Tenista               | Ranking | No. |
| David Ferrer          | 5       | 1   |
| Tomáš Berdych         | 7       | 2   |
| Andy Murray           | 11      | 3   |
| Feliciano López       | 14      | 4   |
| John Isner            | 15      | 5   |
| Roberto Bautista Agut | 16      | 6   |
| Kevin Anderson        | 17      | 7   |
| Gilles Simon          | 18      | 8   |

- Los cabezas de serie, están basados en el ranking ATP del 13 de octubre de 2014.[1]

### Dobles masculinos
| Tenista                         | Ranking | Preclasificada |
| Alexander Peya Bruno Soares     | 10      | 1              |
| Marcel Granollers Marc López    | 21      | 2              |
| David Marrero Fernando Verdasco | 33      | 3              |
| Jean-Julien Rojer Horia Tecău   | 34      | 4              |

- Los cabezas de serie, están basados en el ranking ATP del 14 de octubre de 2013.

## Campeones

### Individual Masculino
Andy Murray venció a  Tommy Robredo por 3-6, 7-6(7), 7-6(8) 

### Dobles Masculino
Jean-Julien Rojer /  Horia Tecău  vencieron a  Kevin Anderson /  Jérémy Chardy por 6–4, 6–2